# Sertularia turbinata
Sertularia turbinata is een hydroïdpoliep uit de familie Sertulariidae. De poliep komt uit het geslacht Sertularia. Sertularia turbinata werd in 1816 voor het eerst wetenschappelijk beschreven door Lamouroux. 